# الجدلة (الشعر)

تعديل مصدري - تعديل

الجدلة محلة تابعة لقرية نعمان، التابعة لعزلة الوسط بمديرية الشعر إحدى مديريات محافظة إب في الجمهورية اليمنية، بلغ تعداد سكانها 60 حسب تعداد اليمن لعام 2004.